# اکتانوئیل-کوآ
اکتانوئیل-کوآ (به انگلیسی: Octanoyl-CoA) با فرمول شیمیایی C۲۹H۵۰N۷O۱۷P۳S یک ترکیب شیمیایی با شناسه پاب‌کم ۳۸۰ است. که جرم مولی آن ۸۹۳٫۷۳۲ g/mol می‌باشد. 